# Lijst van voetbalinterlands Saint Kitts en Nevis - Saint Vincent en de Grenadines
Deze lijst van voetbalinterlands is een overzicht van alle officiële voetbalwedstrijden tussen de nationale teams van Saint Kitts en Nevis en Saint Vincent en de Grenadines. De landen speelden tot op heden vijftien keer tegen elkaar. De eerste ontmoeting, een kwalificatiewedstrijd voor het Wereldkampioenschap voetbal 1998, werd gespeeld op 23 juni 1996 in Basseterre. Het laatste duel, een vriendschappelijke wedstrijd, vond plaats in Georgetown op 25 mei 2025.

## Wedstrijden
| №  | Plaats        | Datum             | Competitie                      | Wedstrijd                                | Uitslag |
| -- | ------------- | ----------------- | ------------------------------- | ---------------------------------------- | ------- |
| 1  | Basseterre    | 23 juni 1996      | WK 1998 kwalificatie            | St. Kitts-Nev. – St. Vincent en de Gren. | 2 – 2   |
| 2  | Kingstown     | 30 juni 1996      | WK 1998 kwalificatie            | St. Vincent en de Gren. – St. Kitts-Nev. | 0 – 0   |
| 3  | Kingstown     | 5 maart 1998      | Vriendschappelijk               | St. Vincent en de Gren. − St. Kitts-Nev. | 4 − 2   |
| 4  | Kingstown     | 17 april 1999     | Caribbean Cup 1999 kwalificatie | St. Vincent en de Gren. − St. Kitts-Nev. | 3 − 4   |
| 5  | Kingstown     | 16 april 2000     | WK 2002 kwalificatie            | St. Vincent en de Gren. − St. Kitts-Nev. | 1 − 0   |
| 6  | Basseterre    | 22 april 2000     | WK 2002 kwalificatie            | St. Kitts-Nev. − St. Vincent en de Gren. | 1 − 2   |
| 7  | Basseterre    | 23 mei 2004       | Vriendschappelijk               | St. Kitts-Nev. − St. Vincent en de Gren. | 3 − 2   |
| 8  | Kingstown     | 10 september 2004 | WK 2006 kwalificatie            | St. Vincent en de Gren. − St. Kitts-Nev. | 1 − 0   |
| 9  | Basseterre    | 13 oktober 2004   | WK 2006 kwalificatie            | St. Kitts-Nev. − St. Vincent en de Gren. | 0 − 3   |
| 10 | Kingstown     | 5 september 2009  | Vriendschappelijk               | St. Vincent en de Gren. − St. Kitts-Nev. | 0 − 3   |
| 11 | Basseterre    | 20 september 2009 | Vriendschappelijk               | St. Kitts-Nev. − St. Vincent en de Gren. | 1 − 1   |
| 12 | Kingstown     | 8 oktober 2010    | Caribbean Cup 2010 kwalificatie | St. Vincent en de Gren. − St. Kitts-Nev. | 1 − 1   |
| 13 | Kingstown     | 7 juni 2016       | Caribbean Cup 2017 kwalificatie | St. Vincent en de Gren. − St. Kitts-Nev. | 0 − 1   |
| 14 | Old Road Town | 20 mei 2025       | Vriendschappelijk               | St. Kitts-Nev. − St. Vincent en de Gren. | 1 − 3   |
| 15 | Georgetown    | 25 mei 2025       | Vriendschappelijk               | St. Vincent en de Gren. − St. Kitts-Nev. | 3 − 0   |

## Samenvatting
| Competitie                 | Totaal gespeeld | Winst St. Kitts-Nev. | Gelijk | Winst St. Vincent en de Gren. | Doelsaldo St. Kitts-Nev. – St. Vincent en de Gren. |
| -------------------------- | --------------- | -------------------- | ------ | ----------------------------- | -------------------------------------------------- |
| WK-kwalificatie            | 6               | 0                    | 2      | 4                             | 3 − 9                                              |
| Caribbean Cup-kwalificatie | 3               | 2                    | 1      | 0                             | 6 − 4                                              |
| Vriendschappelijk          | 6               | 2                    | 1      | 3                             | 10 − 13                                            |
| Totaal                     | 15              | 4                    | 4      | 7                             | 19 − 26                                            |

SKNFA · A-internationals · Vrouwenelftal van Saint Kitts en Nevis
1979 – 1989 · 
1990 – 1999 · 
2000 – 2009 · 
2010 – 2019 ·
2020 − 2029
Amerikaanse Maagdeneilanden ·
Andorra ·
Anguilla ·
Antigua en Barbuda ·
Armenië ·
Aruba ·
Bahama's ·
Barbados ·
Belize ·
Bermuda ·
Britse Maagdeneilanden ·
Canada ·
Costa Rica ·
Cuba ·
Curaçao ·
Dominica ·
Dominicaanse Republiek ·
El Salvador ·
Estland ·
Georgië ·
Grenada ·
Guyana ·
Haïti ·
India ·
Jamaica ·
Kaaimaneilanden ·
Mauritius ·
Mexico ·
Montserrat ·
Nicaragua ·
Noord-Ierland ·
Puerto Rico ·
Saint Lucia ·
Saint Vincent en de Grenadines ·
San Marino ·
Suriname ·
Taiwan ·
Trinidad en Tobago ·
Turks- en Caicoseilanden ·
Verenigde Staten
SVGFF · A-internationals · Vrouwenelftal van Saint Vincent en de Grenadines
Amerikaanse Maagdeneilanden ·
Anguilla ·
Antigua en Barbuda ·
Aruba ·
Bahama's ·
Barbados ·
Belize ·
Bermuda ·
Britse Maagdeneilanden ·
Canada ·
Costa Rica ·
Cuba ·
Curaçao ·
Dominica ·
Dominicaanse Republiek ·
El Salvador · 
Grenada ·
Guatemala ·
Guyana ·
Haïti ·
Honduras ·
Jamaica ·
Kaaimaneilanden ·
Mexico ·
Montserrat ·
Nederlandse Antillen ·
Nicaragua ·
Puerto Rico ·
Saint Kitts en Nevis ·
Saint Lucia ·
Suriname ·
Trinidad en Tobago ·
Turks- en Caicoseilanden ·
Verenigde Staten